# Ayman El Wafi
Ayman El Wafi (in arabo ايمن الوافي‎?; Camaiore, 11 maggio 2004) è un calciatore marocchino, difensore del Lugano.

## Biografia
È nato in Italia da genitori marocchini. Nel 2012 si è trasferito a Tangeri per poi far ritorno in Italia tre anni dopo.

## Carriera

### Club
Ha iniziato la sua carriera calcistica nel settore giovanile del Livorno, per poi passare al Verona nel febbraio del 2021. Promosso in Primavera l'anno successivo, l'8 giugno 2023 è stato ceduto a titolo definitivo al Lugano.
Ha giocato il suo primo incontro ufficiale il 29 luglio seguente subentrando nella ripresa dell'incontro di Super League vinto 1-0 contro il San Gallo ed il 17 dicembre ha segnato il suo primo gol fissando il punteggio sul definitivo 2-2 contro il Servette. Durante la stagione esordisce inoltre anche nelle competizioni UEFA per club, disputando 4 partite in Conference League. Nella stagione 2024-2025 gioca invece 2 partite nei turni preliminari di Champions League e 3 partite in quelli di Europa League, per poi prendere nuovamente parte alla fase finale della Conference League.

### Nazionale
Ha giocato nelle nazionali giovanili marocchine Under-20 ed Under-23.

## Statistiche

### Presenze e reti nei club
Statistiche aggiornate al 4 ottobre 2024
| Stagione        | Squadra         | Campionato      | Campionato | Campionato | Coppe nazionali | Coppe nazionali | Coppe nazionali | Coppe continentali | Coppe continentali | Coppe continentali | Altre coppe | Altre coppe | Altre coppe | Totale | Totale | Totale |
| Stagione        | Squadra         | Comp            | Pres       | Reti       | Comp            | Pres            | Reti            | Comp               | Pres               | Reti               | Comp        | Pres        | Reti        | Pres   | Reti   |        |
| --------------- | --------------- | --------------- | ---------- | ---------- | --------------- | --------------- | --------------- | ------------------ | ------------------ | ------------------ | ----------- | ----------- | ----------- | ------ | ------ | ------ |
| 2023-2024       | Lugano          | SL              | 17         | 1          | CS              | 2               | 0               | UEL+UECL           | 0+4                | 0                  | -           | -           | -           | 23     | 1      |        |
| 2024-2025       | Lugano          | SL              | 2          | 0          | CS              | 1               | 1               | UCL+UEL+UCL        | 2+3+1              | 1+0                | -           | -           | -           | 9      | 2      |        |
| Totale carriera | Totale carriera | Totale carriera | 19         | 1          |                 | 3               | 1               |                    | 10                 | 1                  |             | -           | -           | 32     | 3      |        |